# Тен, Валихан Анатольевич
Валихан Анатольевич Тен (род. 30 июля 1979, Аткарск, Саратовская область, СССР) — казахстанский предприниматель, генеральный директор спортивного клуба KRIDA, мастер спорта по пауэрлифтингу и жиму лежа.

## Биография
Родился 30 июля 1979 года в городе Аткарск в Саратовской области. Его мать — Утебаева Куандык, работала на заводе по пошиву шапок, а затем 20 лет в налоговой. Отец — Тен Анатолий Васильевич, по профессии инженер-строитель.

### Образование
- 2001 г. — окончил Государственный казахский национальный технический университет по специальности «Электротехнические установки и системы».
- 2002 г. — окончил Алматинский институт энергетики и связи по специальности «Электромеханика и электротехническое оборудование».
- 2009 г. — поступил в Казахскую Академию Спорта и Туризма на специальность «Физическая культура и спорт».
- 2020 г. — получил степень магистра делового администрирования (EMBA) вУО «Алматы Менеджмент Университет».
- 2020 г. — поступил на 1 курс программы DBA на специальность «Деловое администрирование» в УО «Алматы Менеджмент Университет».

### Трудовая деятельность
С 2003 по 2011 годы работал инструктором в фитнес-клубе «Fidelity».
В 2011 году основал фитнес-клуб «World Class Almaty».
С 2024 года по настоящий момент работает генеральным директором  «KRIDA fitness club».
С 2019 по 2020 гг. — генеральный директор РОО «Федерация смешанного боевого единоборства ММА Казахстана».
С 2019 по 2020 гг. — генеральный директор АО «Ассоциация боевых искусств Казахстана».
Является членом попечительских советов ОО «Almaty Triathlon Federation» и КФ «Смелость быть первым» (Алматы Марафон), вице-президентом Центрально-Азиатской конференции ММА и Казахстанской федерации велосипедного спорта, президентом ОО «Федерация пауэрлифтинга WPC Kazakhstan».

### Общественная деятельность
Презентер конвенций: «World Class» (Москва), «Inter Sport» (Москва), «Nike» (Алматы).
В 2015 написал книгу о спорте и питании «Другой ты! Книга, которая изменит ваше отношение к спорту и питанию» для издательства «Манн, Иванов и Фербер».
В 2018 основал популярное спортивное движение Центральной Азии — челлендж «Другой ты!». Его основная концепция — изменение себя в лучшую сторону. Вызов приняли более 300 000 казахстанцев и граждан других стран. Спортивную инициативу поддержал бывший президент РК Нурсултан Назарбаев и другие популярные личности.
В августе 2019 года назначен внештатным советником акима города Алматы Бакытжана Сагинтаева по спорту и физической культуре.
В 2020 году награждён почётной медалью «Халық Алғысы» (рус. «Народная благодарность») за активность в области культуры и спорта во время пандемии коронавируса.
В 2021 году, попав на карантин в Турции, снимал видео своих тренировок в условиях изоляции в палате турецкого госпиталя, чем вдохновил своих подписчиков на занятия спортом.

## Спортивные достижения

### Титулы
- мастер спорта международного класса по пауэрлифтингу;
- мастер спорта по Bench Press (жим штанги лежа);
- двукратный Чемпион мира, Европы и Азии по пауэрлифтингу;
- двукратный Чемпион РК по бодибилдингу.

### Соревнования
| №  | Федерация | Соревнование                                                  | Место и дата проведения                 | Категория | Возраст | Вес   | Место | П     | Ж     | Т     | Сумма | Дивизион |
| -- | --------- | ------------------------------------------------------------- | --------------------------------------- | --------- | ------- | ----- | ----- | ----- | ----- | ----- | ----- | -------- |
| 1  | WPC       | Чемпионат мира по жиму и тяге                                 | West Palm Beach, США, 10-16 ноября 2014 | 75        | O       | 75,00 | 2     | —     | —     | 240   | —     | б/э      |
| 2  | WPC       | Чемпионат мира по жиму и тяге                                 | West Palm Beach, США, 10-16 ноября 2014 | 75        | O       | 74,60 | 2     | —     | 150,0 | —     | —     | б/э      |
| 3  | WPC       | Чемпионат мира по пауэрлифтингу                               | West Palm Beach, США, 10-16 ноября 2014 | 75        | O       | 74,20 | 3     | 220   | 160   | 240   | 620   | б/э      |
| 4  | WPC KZ    | Asia Challenge                                                | Алматы, Казахстан, 28-29 апреля 2015    | 82,5      | O       | 82,45 | 3     | —     | —     | 255   | —     | б/э      |
| 5  | WPC KZ    | Asia Challenge                                                | Алматы, Казахстан, 28-29 апреля 2015    | 82,5      | O       | 82,45 | 2     | 237,5 | 155   | 255   | 647,5 | б/э      |
| 6  | WPC       | Чемпионат Европы WPC по жиму и тяге                           | Рига, Латвия, 8-10 июня 2015            | 82,5      | O       | 82,00 | 2     | —     | —     | 260   | —     | экип     |
| 7  | WPC       | Чемпионат Европы WPC по жиму и тяге                           | Рига, Латвия, 8-10 июня 2015            | 82,5      | O       | 80,90 | 1     | —     | —     | 250   | —     | б/э      |
| 8  | WPC       | Чемпионат Европы WPC по пауэрлифтингу                         | Рига, Латвия, 11-13 июня 2015           | 82,5      | O       | 81,10 | 1     | 240   | 165   | 260   | 665   | б/э      |
| 9  | WPC       | Чемпионат мира                                                | Мая, Португалия, 9-14 ноября 2015       | 82,5      | O       | 80,70 | 1     | —     | —     | 240   | —     | экип     |
| 10 | WPC       | Чемпионат мира                                                | Мая, Португалия, 9-14 ноября 2015       | 82,5      | O       | 80,00 | 1     | —     | —     | 280   | —     | б/э      |
| 11 | WPC       | Чемпионат мира                                                | Мая, Португалия, 9-14 ноября 2015       | 82,5      | O       | 80,00 | 3     | 252,5 | 165   | 260   | 677,5 | б/э      |
| 12 | АНО ВБФП  | Чемпионат мира                                                | Москва, Россия, 3-6 декабря 2015        | 82,5      | O       | 81,30 | 3     | —     | —     | 270,0 | —     | б/э      |
| 13 | АНО ВБФП  | Чемпионат мира                                                | Москва, Россия, 3-6 декабря 2015        | 82,5      | O       | 81,30 | 1     | 265   | 155   | 270   | 690   | б/э      |
| 14 | ФПРК      | Чемпионат Республики Казахстан по классическому пауэрлифтингу | Текели, Казахстан, 1-9 апреля 2018      | 83        | O       | 82,80 | 5     | 240   | 157,5 | 250   | 647,5 | б/э      |
| 15 | АНО ВБФП  | Открытый чемпионат Европы                                     | Москва, Россия, 27-30 апреля 2018       | 82,5      | O       | 82,50 | 1     | 260   | 170   | 285   | 715   | б/э      |
| 16 | АНО ВБФП  | Чемпионат мира (пауэрлифтинг)                                 | Москва, Россия, 4-7 октября 2018        | 82,5      | O       | 81,30 | 2     | 270   | 167,5 | 260   | 697,5 | б/э      |

### Личные рекорды
- Приседания — 270 кг
- Жим лежа — 170 кг
- Становая тяга — 285 кг при весе 82,5 кг
- Сумма рекордов — 715 кг